# Poul de Haan

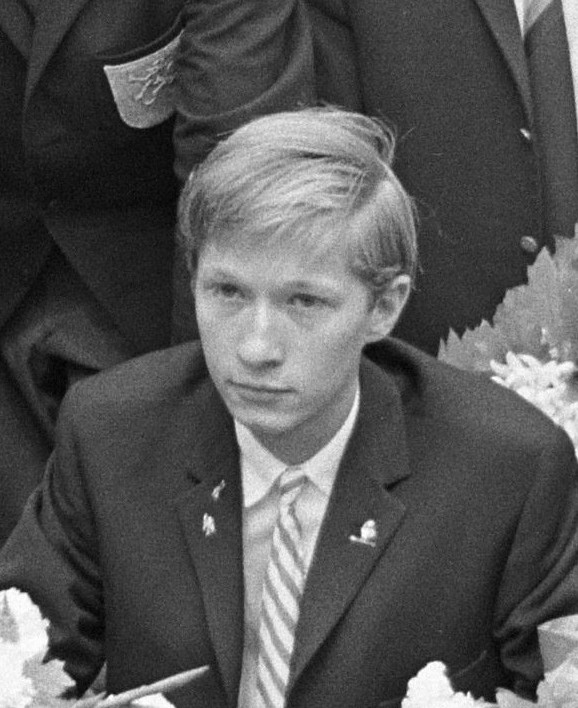
Poul de Haan bei der Rückkehr von den Weltmeisterschaften 1966

Poulus „Poul“ Johannes de Haan (* 5. Oktober 1947 in Delft) ist ein ehemaliger niederländischer Steuermann im Rudern.
Poul de Haan vom Ruderverein D.S.R.V. Laga in Delft steuerte bei den Weltmeisterschaften 1966 in Bled den Zweier mit Steuermann mit Hadriaan van Nes und Jan van de Graaff zum Titel vor den Booten aus Frankreich und Italien. In den folgenden Jahren war er international nicht erfolgreich. Über zehn Jahre nach seinem größten Erfolg steuerte er bei den Weltmeisterschaften 1977 den niederländischen Zweier mit Evert Kroes und Peter van de Pas auf den vierten Platz.